# Ames (parroquia)
Ames (llamada oficialmente San Tomé de Ames) es una parroquia española del municipio de Ames, en la provincia de La Coruña, Galicia.

## Otras denominaciones
La parroquia también es conocida por el nombre de Santo Tomas de Ames o por Santo Tomas de Ames.

## Organización territorial
La parroquia está formada por diecinueve entidades de población, constando veinte en el nomenclátor del Instituto Nacional de Estadística español:

### Entidades de población
Entidades de población que forman parte de la parroquia:
- Augapesada
- Barouta
- Carreira
- Castelo
- Castiñeiro do Lobo (Castiñeiro de Lobo)
- Cruxeiras
- Lamas
- Oca
- Outeiro
- Padrón
- Pedras
- Pedrouzos
- Pegariños
- Pousada
- Proupín
- Quintáns
- Searez de Abaixo (Seares de Abaixo)
- Searez de Arriba (Seares de Arriba)
- Vilar

### Entidad de población suprimida
Entidad de población que formaba parte de la parroquia:
- Pedrouzos-Vilar

## Demografía
| Gráfica de evolución demográfica de Ames entre 2000 y 2018 |
|                                                            |
| Datos según el nomenclátor publicado por el INE.           |